# Theridion grancanariense
Theridion grancanariense är en spindelart som beskrevs av Jörg Wunderlich 1987. Theridion grancanariense ingår i släktet Theridion och familjen klotspindlar.
Artens utbredningsområde är Kanarieöarna. Inga underarter finns listade i Catalogue of Life.